# 成相新田宿
成相新田宿（なりあいしんでんじゅく）は、千国街道（糸魚川街道）の宿場。現在の長野県安曇野市豊科に位置する。

## 概要
戦国時代以来の穂高宿と松本城下の中間に、慶長9年（1604年）新たに設置された。南北の長さは約5町。同13年（1608年）には伝馬役が300石の石役を割り当てられている。同16年（1611年）には宿場の旦那寺として法蔵寺を吉野村から移設した。
武田氏の統治下で池田・穂高・真々部の伝馬宿が整備されたが、江戸時代初期の千国街道の経路変更によって、真々部や一日市場など近在に点在する中世以来の在郷町に代わって、安曇郡南部の交通の要衝にあった成相新田宿が宿場を兼ねた近世在郷町の市として栄えるようになった。またそれらの中世在郷町と異なり、成相新田は「枡型」を持たないことも特徴のひとつである。成相新田宿の立地は旧千国街道と熊倉道との追分の北側にあたる。
毎月六斎市、九斎市が立ち、元禄2年（1689年）には11か条からなる市の細則を定めている。元禄7年（1694年）の検地で成相本郷から町場化した成相町村、成相新田町村が分立し、上町は前者、中町と下町は後者に属した。宿場の問屋は上町と中町に置かれ、中町の問屋には物見やぐらがあり、ここで関銭を徴収した。最盛期は約200軒の家並が並んだ。市神は成相町が八坂神社、新田町が津島神社であった。
文化11年（1814年）には十返舎一九が大庄屋の藤森家に約1ヶ月逗留し、のちに『続膝栗毛』を著している。文政8年12月（1826年1月）の赤蓑騒動では一部の商家が打ちこわしに遭った。
現在は恒例行事として毎年1月15日に福俵曳きが行われている。

## アクセス
- 長野自動車道 安曇野インターチェンジ
- JR東日本 大糸線豊科駅

## 隣の宿
千国街道
松本城下  -（3里半）-  成相新田宿 -（1里半）-  穂高宿